# Monte Aymond (elevación)
El monte Aymond es una elevación de la pampa magallánica de unos 279 m s. n. m. ubicado en la frontera entre Argentina y Chile, junto al Paso Integración Austral. El monte le da nombre a las localidades homónimas tanto de la provincia de Santa Cruz como de la región de Magallanes y la Antártica Chilena.
El relieve del paso fronterizo es descrito como llanura patagónica con afloramiento rocoso y rocas volcánicas.

## Toponimia
Notando sus cuatro rasgos salientes Bougainville lo bautizó Aymond y sus cuatro hijos, en recuerdo de un romance de caballerías muy popular en Francia.